# 葉劉淑儀
葉劉淑儀，大紫荊勳賢，GBS，JP（1950年8月24日—），香港女性政治人物及政府官員，現任香港立法會議員（香港島西）、行政會議召集人、新民黨及匯賢智庫主席，曾任香港政府保安局局長。在主權移交前於英屬香港政府出任人民入境事務處處長，是香港歷史上首位出掌紀律部門的女性及香港回歸以來首位出任行政會議召集人的女性。
在保安局局長任內，葉劉淑儀的政策備受廣泛爭議。在向各國爭取特區護照免簽證、解決困擾香港多年的越南船民問題、制定中港兩地有關被扣押港人之通報機制雖有建樹，但在處理居港權問題和《公安條例》修訂等議題上過於強硬，以及被批評不尊重香港司法制度。2002年9月開始推銷具爭議性的《香港特別行政區基本法23條》（簡稱《23條》）立法，由於被指態度輕佻傲慢，蔑視議員提問，又時常發表富爭議性言論，執意立法23條讓她的民望不斷下滑，至2003年7月1日50萬人上街遊行後，其民望更跌至谷底，成為最不受歡迎的政府官員，最終迫使《23條》擱置立法，她本人亦在同年7月16日辭職，成為首批辭職的問責局長之一。
辭職後，葉劉淑儀在2003年赴美國留學，2006年回港，並以政治人物身份加入政壇，成立匯賢智庫，自任主席，就社會事務發表意見。至2007年9月27日，她向外界公佈參加立法會港島區補選，獲建制派支持爭奪馬力逝世後出缺的議席，不過最後被獲泛民主派支持的陳方安生擊敗。葉劉淑儀在2008年香港立法會選舉中再次在港島區參選，最終成功當選。
2011年8月，葉劉淑儀稱會「犧牲」自己參選第四屆行政長官。2012年2月20日，葉劉淑儀宣佈參選行政長官選舉，她認為另外兩位候選人唐英年及梁振英均出現嚴重誠信問題，希望參選能給選委和市民多一個選擇。不過她於提名截止前未能獲得所需之150個選舉委員會提名票而放棄參選。同年連任立法會議員，其後加入行政會議。
2016年12月14日，新民黨會員大會通過黨主席葉劉淑儀參選行政長官，所以葉劉淑儀在12月15日向行政長官梁振英辭去行政會議職務，並獲得梁振英批准。12月15日下午，葉劉淑儀於香港會議展覽中心宣布參選2017年香港特別行政區行政長官選舉。但是她於提名截止前未能獲得所需之150個提名票而于2017年3月1日宣布退出選舉。

## 早年生活與家庭

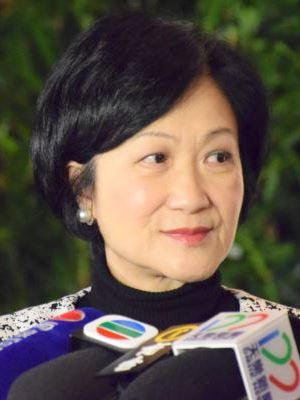
2016年葉劉淑儀接受傳媒訪問

葉劉淑儀祖籍廣東南海縣羅村，1950年8月24日生於英屬香港，父親劉福成（1910/1911年－1971年），新加坡華人，原籍廣東南海縣羅村。他是廣州紙品廠有裕行的主要股東，又與霍藻棉成立祥泰行，賣日本味之素，後來炒賣黃金欠下巨債，家道中落。祖父劉以田，在新加坡經營牛皮業致富，商號為「同安」和「合興」。

母親華彩鳳（華綺梨，？－1990年1月1日），廣東英德縣客家人。1940年代粵語電影演員，嫁劉福成為妾侍。劉福成另有元配李氏，家境遠比庶出的葉劉淑儀為佳。
葉劉淑儀自1954年起入讀位於般咸道的聖士提反女子中學，在那裡接受幼稚園、小學和中學教育，八歲時曾獲得校際戲劇比賽最佳「童角獎」，後來在1969年中七預科畢業。預科畢業後，葉劉淑儀獲香港大學文學院取錄，主修英國文學，1972年以一級榮譽資格畢業，當時她曾有意當作家。
由於父親在1971年身故，「有裕行」的業務又為家族族人把持，葉劉淑儀一家遂陷入財政拮据。為了繼續學業，葉劉淑儀在大學畢業後曾自1972年至1973年在新法書院大坑道分校擔任教師，並同時當兩份兼職，以便儲錢留學，而她的母親也將積蓄拿出讓她讀書。在1973年，她前赴英國蘇格蘭格拉斯哥大學攻讀英國文學碩士，期間專研16世紀詩人菲利普·西德尼爵士（Sir Philip Sidney）的作品，後在1975年成功畢業。
葉劉淑儀的父親是新加坡華人，早年在當地的英華學校受教，後來興辦貿易公司「有裕行」，與中國共產黨關係密切。葉劉淑儀出生之時，適值韓戰爆發，其父生意損失慘重。在家道中落的情況下，她四歲左右舉家由巴丙頓道的3,000平方呎大宅搬到般咸道的400平方呎單位。劉福成晚年主要居於新加坡，1971年在那裡因肺癌病逝。至於華彩鳳則長居香港，後於1990年元旦在香港因腸癌病逝。
葉劉淑儀另有一名胞弟，名劉德麟（1953年－2002年），在菲律賓當風水師。兩人甚少聯絡，他於2002年3月因心臟病突發在菲律賓病逝。

## 政治生涯

### 英屬香港政府
1975年9月，葉劉淑儀獲香港政府招聘為政務主任，成為香港公務員。起先被派到輔政司署（後改稱布政司署）銓敘科工作，1977年任民政署社區關係主任。到1978年改任旺角民政主任；1980年復轉任助理新界政務司，當時的上司為鍾逸傑。在1982年，她改任政務總署首席助理政務司，任內她曾負責推行第一屆區議會選舉。未幾，葉劉淑儀在1983年出任首席助理保安司，主理有關英國國籍法和居留權等等的事務。後來在1986年至1987年，葉劉淑儀獲港府舉薦到美國史丹福大學進修，攻讀工商管理碩士學位，期間更獲丈夫陪讀支持。
學成返港後，葉劉淑儀於1987年出任助理貿易署署長，成為施祖祥之副手。1990年升任副行政署長，與其上司曾蔭權一同負責向英方及香港市民推廣居英權計劃。1993年改任副工商司，當時的上司為周德熙，任內她曾出遊歐、美等地，向外推廣香港的工、商發展和磋商香港駐海外經貿辦事處的過渡安排；並協助英屬香港政府遊說以美國總統比爾·克林頓為首的美國政府延續對華最惠國待遇。葉劉淑儀在1995年9月獲時任港督彭定康起用為工業署署長，1996年1月晉升至首長級甲級政務官（D6）。她在1996年8月以政務官的身份「空降」人民入境事務處，接替梁銘彥任人民入境事務處處長，成為香港歷史上首位執掌紀律部隊的女性。

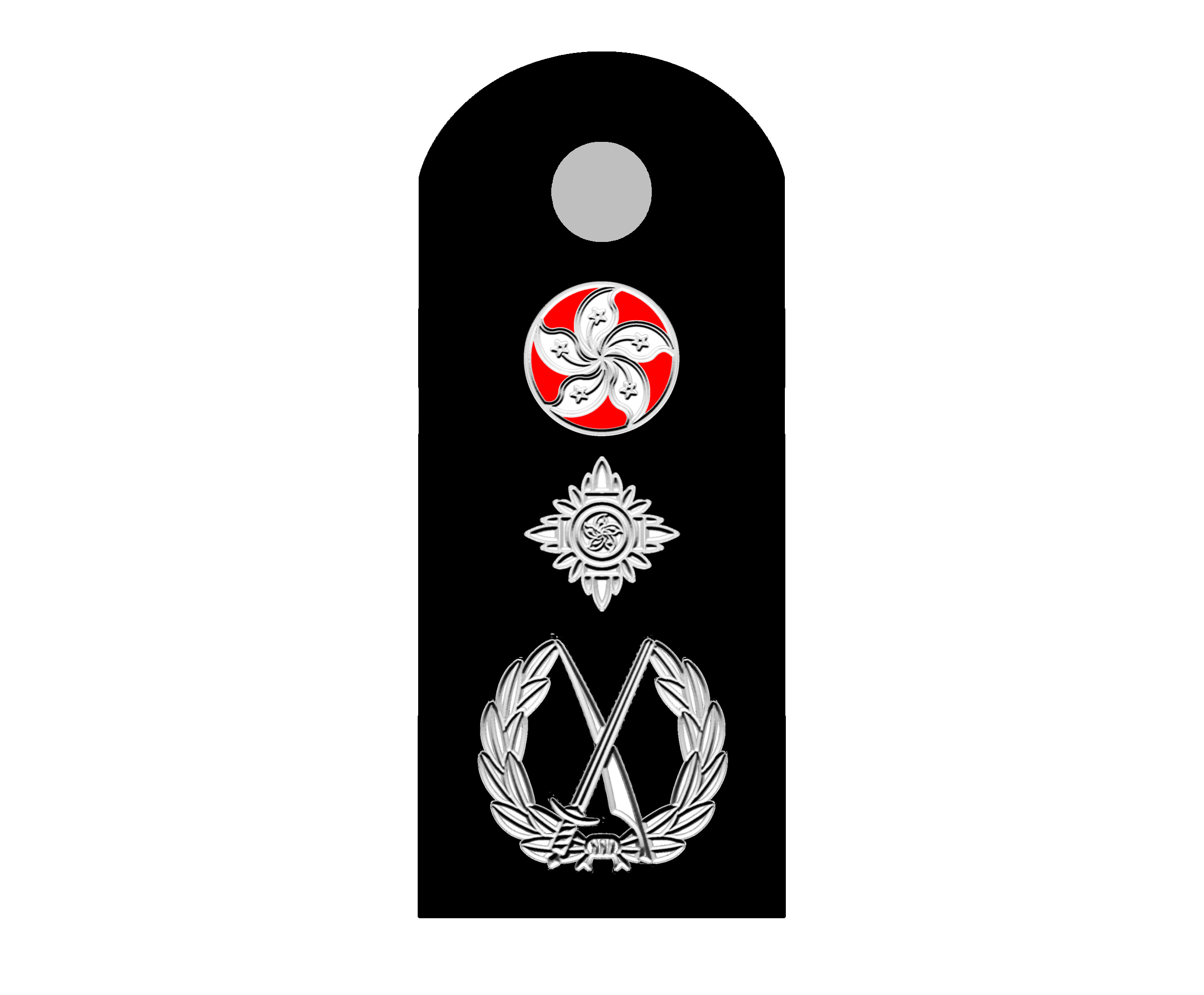
入境事務處處長肩章

1997年香港主權移交前夕，葉劉淑儀曾兼任中英聯合聯絡小組英方組長，任內曾經負責安排過渡事宜，其中包括國籍及旅遊證件、終審法院及居留權等問題。另外，她也是首位為過渡特區政府而公開放棄英國護照的首長級官員。

### 香港特區政府
香港特別行政區政府在1997年7月1日成立後，葉劉淑儀順利過渡為入境事務處處長，同時還兼任入境事務處的人事登記處處長和婚姻及生死登記官。在任期間，她成功解決入境處人手不足的問題、另外又推廣特區護照，向各國爭取免簽證、以及處理無證兒童問題，作風硬朗果斷。1998年7月，她接替提早退休的黎慶寧為保安局局長，成為香港首位出任此職位的女性，她所統領的八大紀律部隊，人數合共約63,000人，佔全香港整體公務員隊伍的三分之一。

#### 保安局局長
葉劉淑儀在1998年7月起出任保安局局長，至行政長官董建華在2002年7月1日實施高官問責制後，她得以留任原職，但身份由公務員變成政治任命的問責局長。到2003年7月16日，葉劉淑儀在推銷《23條》立法後辭職，結束其政府生涯。 但亦有消息指她早於2002年開始推銷《23條》時，就打算完成《23條》立法後，一同與女兒赴美國留學，她當時經已通過美國史丹福大學入學試，時任行政長官董建華亦一度拒絕接受其辭職信，惟有關立法卻以失敗告終。
葉劉淑儀在任保安局局長任內，其功過得失可謂備受爭議。一方面，她繼續努力推銷特區護照，使特區護照免簽證國家數量不斷上升；另外又解決困繞香港多年的越南船民問題，成功在2000年6月關閉香港最後一個船民營；至於中、港兩地有關被扣押香港人之通報機制和《公安條例》，也是在她任內制定的。在居港權議題上，儘管受到部份法律學者與爭取居港權人士的聲討，但葉劉淑儀尋求全國人大常委會解釋《香港基本法》條文，最終成功限制一部份內地人士擁有居港權，平息紛爭。以上有關葉劉淑儀的政績，曾經獲得香港市民的普遍認同和肯定，並將她的民望推向顛峰，根據香港大學2002年6月的民意調查顯示，葉劉淑儀得到65.9分，在一眾局長中最受市民歡迎。
可是在另一方面，葉劉淑儀亦推行不少極具爭議性的政策，引起社會的很大反響，當中包括了反對修訂《公安條例》，以及有關於居港權的爭議等等。在2002年9月起，港府開始就《基本法23條》立法，由此成為了葉劉淑儀的事業分水嶺。在推銷23條立法過程中，葉劉淑儀除未能消除公眾疑慮外，又連番發表富爭議性的言論，使其民望大跌，更激發不少市民參與2003年香港七一遊行，最終使有關立法終止。葉劉淑儀在辭任保安局局長的時候，她在香港大學民意調查中僅得34.6分，成為了最不受港人歡迎的政府高官。

##### 公安條例
《香港基本法》規定每個人有集會和示威自由，但為避免示威破壞公眾安全，特區政府與臨時立法會曾在1997年著手修訂原有的《公安條例》，希望令執法者有更清晰的指引，惟修訂以後，條例尺度比起1995年時的修訂大幅收緊。根據新修訂的《公安條例》，只要遊行超過30人或集會超過50人，主辦者就要在七日之前向警方申請不反對通知書，否則即屬違法。自特區成立的首三年間，香港共有8,000多宗遊行示威，其中有300多宗未有向警方申請不反對通知書，或沒有獲警方批准遊行。不過，政府從未有對這些違規的示威進行過任何起訴。
然而在2000年6月25日，一群大學生在未向警方申請不反對通知書的情況下，上街遊行「悼念人大釋法一周年」，並在6月26日再度和平示威，遊行至政府總部期間與警方發生衝突，部份示威者更被警方施以胡椒噴霧制伏。至同年8月初，警方開始落案起訴該批示威者，隨即引起社會很大反響。社會上除了不少人士指警方「秋後算帳」外，至2000年10月更有1,000人上街，要求政府修訂「公安惡法」。
當時有不少團體與泛民主派立法會議員皆認為特區政府的《公安條例》乃民主倒退，擔心他日《23條》立法後，兩者會加以結合，因而要求作出修訂，此外，劉慧卿亦建議《公安條例》的修訂應交由法律改革委員會研究，但這些建議一一為葉劉淑儀所拒絕。
葉劉淑儀認為，特區所修訂的《公安條例》與1967年條例最初訂立時不一樣，因此並不嚴苛，至於七日通知的規定是要讓執法當局有充足的時間來協調，而縮短通報時間僅為「五十步笑百步」的做法，另外她還認為《公安條例》得到香港市民和國際社會的大多數支持，因此無需作出修訂。最終，葉劉淑儀在2000年12月動議保留《公安條例》獲得通過，並自言「聖人再出現，都會承認我說得對」。

##### 居港權爭議
1999年1月，香港終審法院對一宗案件判定包括私生子女在內，香港人在內地所生的非婚生子女都享有居港權，由此引起了一連串居港權爭議。
終院作出判決後，葉劉淑儀估計在10年內將會有167萬人可從中國內地移居到香港，這將會為香港社會帶來沉重的人口壓力。由於那些移民大都屬低學歷，香港的經濟模式又正在趨向知識型發展，所以那167萬人極有可能會加重政府負擔、拖慢香港經濟轉型和令香港的生活水平倒退。其後多位高官指出為了應付這167萬人，香港未來10年需要興建數目龐大的學校、公屋和醫院。
未幾，葉劉淑儀與當時的律政司司長梁愛詩到北京尋求全國人大常委會解釋《香港基本法》條文，隨即引起不少法律界人士反對，指人大釋法有損香港的司法自主，並會架空本地法院。儘管受到法律學者和爭取居港權人士的非議，全國人大常委會最後還是在1999年6月對《香港基本法》進行詮釋，指香港人內地所生的子女，出生前父或母在港出生或已居港七年才享有居港權，其餘則沒有居港權，從而使有權來香港定居的人數減至20萬人。
同年10月，大批聲稱擁有居港權的內地人在甘浩望神父支持下衝擊中區政府合署，公然挑戰香港政府，期間警方首次使用胡椒噴霧驅散他們。雖然泛民主派批評警方濫用暴力，但葉劉淑儀一再強調使用胡椒噴霧是最人道的方法。後來，他們在甘浩望神父的支持下繼續挑戰香港政府，並在離前立法會大樓不遠的遮打花園靜坐抗議達三年之久，他們更在遮打花園煮飯、露宿，被反對他們的人視為破壞中環的市容。爭取居港權人士經過一輪彊持後，部份人士在2000年8月2日攜同易燃液體和打火機衝擊灣仔入境事務大樓，並且在現場縱火，結果導致高級入境事務主任梁錦光及爭取居港權人士林小星被燒死。在事件中，葉劉淑儀保持強硬姿態，並以既有的一貫立場，指出香港是法治社會，所有人必須以合法程序申請來香港，政府和警方絕不容許任何人做出罔顧法治的行為。
在2002年5月，大批聲稱擁有居港權，並一直駐紮於遮打花園靜坐抗議的內地人，乘葉劉淑儀準備離開立法會時，包圍她的座駕，而且不斷用力拍打其座駕的玻璃。葉劉淑儀一方面冷靜地通知警方和立法會的保安人員，另一方面則在車上閱讀《時代周刊》，拒絕接受請願信。隨後有近300名警務人員在遮打花園展開清場行動，並以非法集會和擾亂公安罪名拘捕了部分內地人。其後葉劉淑儀向傳媒指出「我未驚過」，並一再強調香港是法治社會，所有人必須以合法程序申請來香港。儘管警方在此事被批評濫權，但葉劉淑儀當時的冷靜和鎮定反而令她民望推向顛峰，直到同年年尾推銷《23條》為止，她的民望一直最高。

##### 基本法第23條
在2002年9月，香港特區政府開始就《香港特別行政區基本法》第23條有關叛國、顛覆及分裂國土等罪行進行諮詢。雖然《香港基本法》規定特區政府必須就《23條》自行立法，同時清楚訂明任何人在香港都享有人權、言論自由、新聞自由、集會自由和遊行自由，但是當時的律政司司長梁愛詩卻指出「23條就像有把刀在你頭上」，使很多人憂慮有關立法可能會影響港人本來擁有的人權和自由。所以除部分親北京人士和社團對立法表示支持外，很多香港市民皆感到憂慮。另外，公眾對有關立法將可能引進內地法例中「國家安全」的概念，感到非常不安。因為通過這個概念，政府可以隨時以危害國家安全的名義而取締任何民間組織。

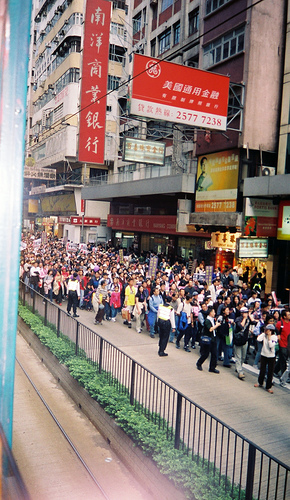
葉劉淑儀的支持度在2003年7月1日50萬名市民上街遊行後急跌。

在諮詢期間，葉劉淑儀專程到多間大學出席研討會，她多番發表極富爭議性的言論，從而引起社會的廣泛關注。在2002年10月於香港城市大學的論壇中，她指「中共革命波瀾壯闊，順天應人，以有道廢無道」，並稱人民支持中共上台，中共制訂保護政權法例，阻止顛覆是保障人民理所當然的事，更誇口表示「到目前為止，諮詢都是多數人支持立法」，台下約500名學生立即報以噓聲打斷其講話。此外，她更大膽表示到：
西方民主政制並非「萬應靈藥」，希特拉都係（是）民主選舉上台，佢（他）都殺700萬猶太人。
有關言論立即引起社會嘩然，而不少國際傳媒及學者更紛紛提出強烈質疑，指她的說法錯誤。未幾，葉劉淑儀在同年11月出席香港中文大學的論壇時又向在場學生表示他們「在未來入社會工作，看看留下來的法例，便會相信葉局長無呃（騙）你......放長雙眼睇（看）啦，各位！」結果再次引起台下起哄。由於基乎每次的研討會都演變成罵戰及非理性討論，葉劉淑儀後來以公務繁忙為理由，取消了餘下同類的專上院校研討會。
另外，她曾在立法會會議上指快餐店店員、的士司機等非專業人士不會討論有關法例；又指部份議員「誤導公眾」，或「態度欠佳和不禮貌」，並拒絕回答一些提問，使其公眾形象大壞。直到2003年香港七一遊行前夕，葉劉淑儀指部分人將把遊行當作假日消閒活動，並非一定反對《23條》，或視為對政府一種施壓工具。事後遊行總人數多達50萬人，當中不少示威者矛頭皆直指特首董建華、《23條》和葉劉淑儀。

#### 辭官下台
歷經50萬名市民在2003年7月1日上街遊行後，葉劉淑儀備受辭職壓力。根據香港大學在七一遊行後進行的民意調查顯示，她的支持度急跌至34.6分，為各主要官員中最低分者。未幾，自由黨主席兼行政會議成員田北俊突然辭去行政會議成員一職，並表示反對政府倉促立法。隨着自由黨的反對，立法會不可能有足夠的支持票通過議案，遂迫使政府無限期擱置立法。

在7月16日，政府宣佈葉劉淑儀已在6月25日以「私人原因」為理由辭職，數小時後財政司司長梁錦松也宣布辭職，成為高官問責制在2002年確立以來，首批辭職的問責局長。葉劉淑儀在一個月通知期後的7月26日起離職，自此結束了她在香港政府28年的服務生涯，而保安局局長一職則由李少光接任。至於在她的辭職聲明中，她表示：
有關落實《基本法第23條》以保障國家安全的立法工作，未能如期完成，我雖然感到十分遺憾，但作為一個中國人及身為保安局局長，實有責任推動這項神聖的工作。我適逢其會，在任內能參與這項艱巨的歷史任務，我深感光榮。在制訂有關條例草案時，我們已力求在維護國家安全及保障人權自由兩方面，取得適當的平衡。我深信草案在政府提出的各項修正後，既能維護國家安全，亦毫不影響香港人的人權和自由。我堅信我們過去10個月的努力，已為日後通過有關條例奠定良好基礎。我相信我的繼任人，定能早日完成立法工作。
各界一直對葉劉淑儀的辭職有很多揣測，其中不少有人認為其辭職是為了要安撫社會對《23條》的不滿情緒。但亦有消息指她早於2002年開始推銷《23條》時，就打算完成《23條》立法後，一同與女兒赴美國留學，她當時經已通過美國史丹福大學入學試，時任特首董建華亦一度拒絕接受其辭職信，惟有關立法卻以失敗告終。葉劉淑儀不止一次強調她不可能在2003年7月下台，同年8月便可立即到美國開學，所以辭官和留學是早有安排的。

### 留學與回歸
葉劉淑儀辭職後，2003年赴美國史丹福大學修讀東亞研究碩士課程，當中的科目包括有中國文學、中國歷史、中國哲學、應用語言學、日文及比較民主發展，並跟隨史丹福大學著名學者拉里·戴蒙德學習。她表示在後工業社會的政治及社會組織範疇，以及就經濟架構重整，從而迎接知識型經濟所帶來之挑戰的持續需求，獲得了新啟示。

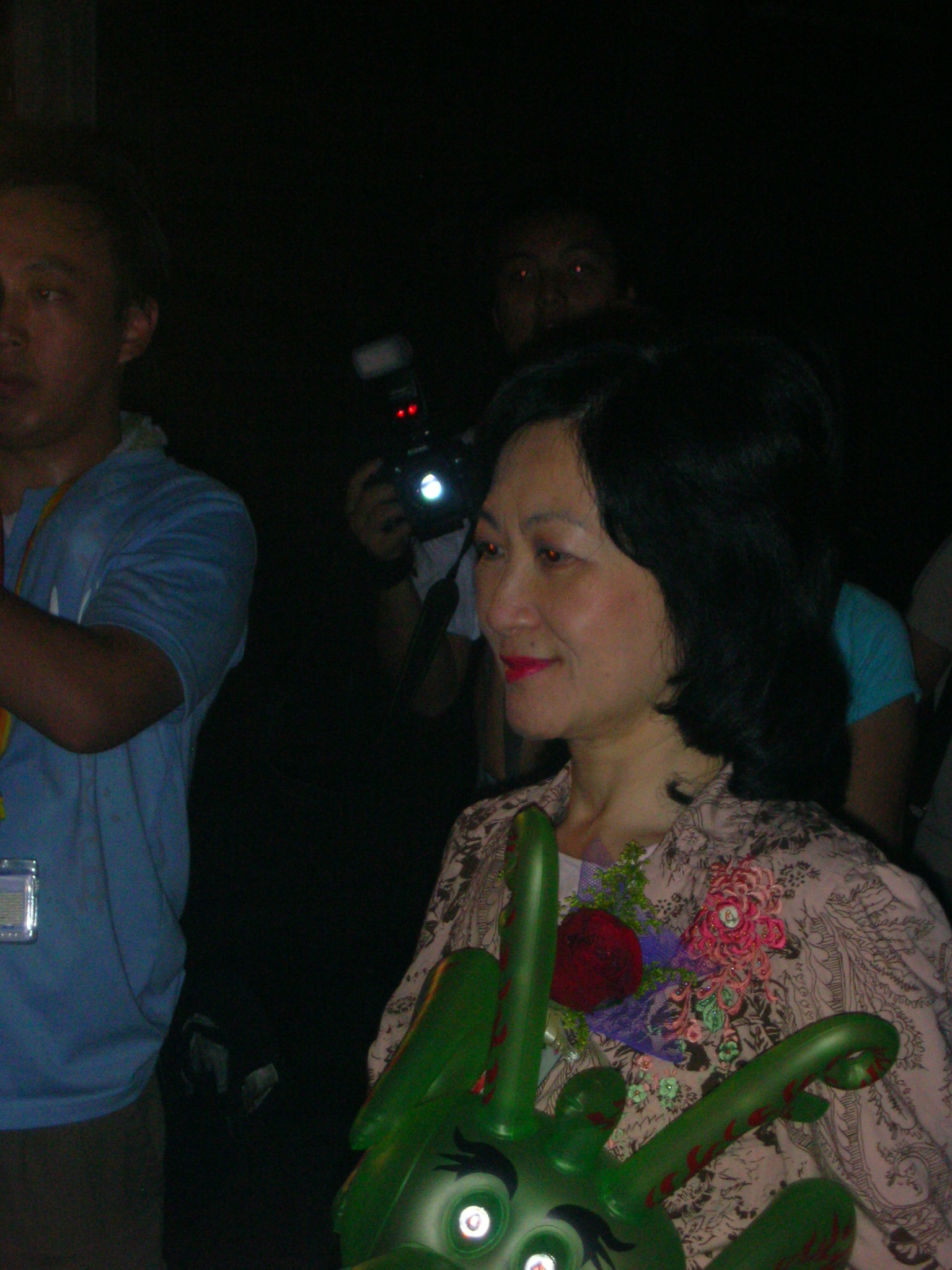
2007年葉劉淑儀

葉劉淑儀在2006年畢業，其論文摘要於7月3日刊登於香港各主要報章。在文中，她對香港2012年普選行政長官及立法會持審慎樂觀態度，並支持政黨發展。但她指同時指出，目前行政、立法機構割裂，不僅削弱特區政府的能力，更令政府無法處理結構性的經濟和社會問題，希望中央及特區政府實事求是，考慮修改《香港特別行政區基本法》，重建兩者的連繫，讓香港可以實行議會制。此外，她建議立法會可由60席增加至80席，但反對前布政司鍾逸傑爵士和立法會前議員陸恭蕙先後提出的兩院制，認為這修訂很明顯的違反《基本法》規定。
2006年7月18日，葉劉淑儀成立了民間智囊組織匯賢智庫，負責研究香港的政制和經濟發展。同時間，她也主持亞洲電視節目《葉劉博客》，與嘉賓討論政治。但一如其它亞視節目，觀眾的反應冷淡，收視僅徘徊於3至4點之間。不過，該節目亦邀請了多位政界中人做嘉賓接受訪問，當中包括田北俊、李柱銘、余若薇、劉慧卿、范徐麗泰和梁愛詩等人。其中在劉慧卿做嘉賓那集中，葉劉淑儀批評很多傳媒喜歡挑釁女政治人物的外表，並指責當年影射她的《掃把頭》漫畫不尊重女性。葉劉淑儀曾公開邀請陳方安生上來該節目，不過被她拒絕。
其後，匯賢智庫在港島南區設立地區辦事處，引發政界盛傳葉劉淑儀有意參加2008年香港立法會選舉，以及2012年香港特別行政區行政長官選舉。其後在2007年香港區議會選舉中，匯賢智庫贏得部份議席。

### 出選立法會

#### 2007年香港立法會港島選區補選

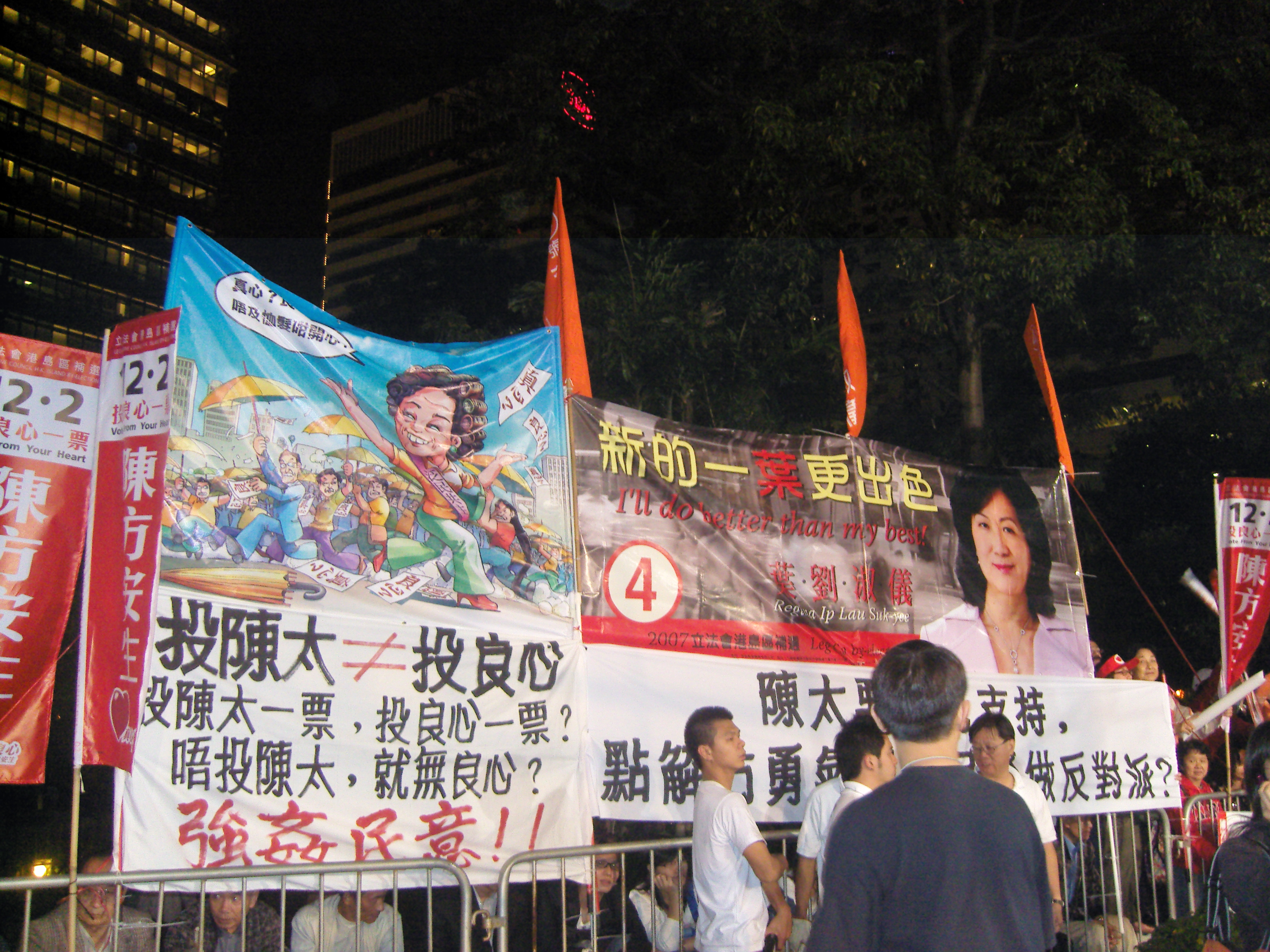
支持葉劉淑儀的橫額和海報

2007年8月，原港島區立法會議員馬力病逝，令該議席出缺，需要舉行補選。在2007年9月27日，葉劉淑儀宣佈參加立法會港島區補選，競選對手包括前政務司司長陳方安生等。在參選記者會上，她承認當年推銷《23條》的手法（而非其本質）不恰當，正式向市民道歉。陳方安生和泛民主派無法以「民主對非民主」作為競選口號，改為「真民主對假民主」。葉劉淑儀成功取得建制派支持，當中包括民建聯，自由黨，前布政司鐘逸傑爵士、前香港立法局議員杜葉錫恩、前工商局局長周德熙、行政會議成員陳智思和范鴻齡、藝人許冠文、李克勤和李司棋、和史泰祖醫生等等。陳方安生的一些朋友如盛智文、王䓪鳴和李麗娟都支持她。其後她在支持者協助下，舉行了聲勢浩大的造勢晚會，令她和陳方安生的支持率差距一度收窄至少於九個百分點，導致坊間曾揣測她會在立法會港島區補選中爆冷勝出。
2007年12月2日，葉劉淑儀得票137,550，得票率約43%，敗給陳方安生。由於葉劉淑儀得票率超過四成，而陳方安生得票率為55%，葉劉淑儀自稱在這次補選成功打破「六四黃金定律」（即泛民主派有六成得票率、建制派有四成得票率），被視為輸少當贏。但選後，學者蔡子強在明報發表文章，指出「六四黃金定律」從不存在，六成得票應是民主派的得票上限而非基本盤，而陳方安生得票也較余若薇參加立法會補選時的48%為多，而雙方陣營全力催谷之下，投票率超過五成，很大程度上顯示了雙方的支持度，民主派在中產最多的港島區仍有較明顯的優勢。雖然葉劉淑儀在這次補選未能成功晉身立法會，但她聲言會捲土重來，角逐2008年香港立法會選舉。

### 從政生涯
在2008年香港立法會選舉，葉劉淑儀決定以獨立名義參加港島區直選，並帶領醫生史泰祖、黃健興、陳岳鵬組成四人團隊，選前民調一度顯示葉劉淑儀甚至可以帶同第二位的史泰祖幾乎連取兩席。葉劉淑儀最後以61,073票（19.49%），超過門檻16.67%當選，取得一席。不過與葉劉淑儀同屬建制派的民建聯在港島區放下曾鈺成、蔡素玉的鑽石陣營失效，僅得一席，她也負上搶民建聯票的惡名。
葉劉淑儀晉身立法會後，為了兌現選舉承諾，在討論暫緩徵收外傭徵款兩年的議案時，提出修訂議案永久撤銷僱員再培訓徵款（俗稱外傭稅），並獲得民主黨、公民黨、社民連、自由黨及三名前自由黨員的支持，惟政府已表明反對有關建議。最後政府在成功拉攏民建聯及多名功能界別議員的支持下，永久撤銷外傭稅的修訂議案最終被否決。
在2012年香港立法會選舉，葉劉淑儀以新民黨名義角逐連任港島區直選，並帶領黃楚峰及謝子祺組成三人團隊，最終以30,289票（9.16%），取得港島區七席中的第六席位置。2013年1月，梁振英發表他任內首份施政報告，終於宣佈永久撤銷僱員再培訓徵款(外傭稅)，兌現了她爭取5年的競選承諾。
2012年10月17日，葉劉淑儀與林健鋒作為第二批獲委任加入梁振英政府行政會議的立法會議員，成為16位非官守議員之一，被指代表著新民黨在立法會的位置，象徵著建制派中的中產聲音。不過比新民黨議席多的自由黨並未加入行政會議。
2017年7月1日獲新上任香港行政長官林鄭月娥委任為行政會議非官守成員。

### 創立新民黨
2011年1月9日，葉劉淑儀創立新民黨，並獲選為黨主席。

### 首度參選行政長官
葉劉淑儀曾表示放棄參選行政長官的念頭，但熱門候選人唐英年傳出夫人在九龍塘約道大宅僭建逾2,000呎地庫後，她於2月16日發言批評唐英年推卸責任，行為可恥，強調如果唐英年退選，願意重新參選行政長官，後改稱唐英年報名不影響她參選的決心，並再次批評唐英年堅持參選，是明顯背離民意，令市民憤怒，重申唐英年有嚴重誠信危機，即使當選都難以管治。隨後葉劉淑儀於2月20日晚上在灣仔的黨總部，在提名仍未過百票的情況下，宣布參選行政長官。不過她於提名截止前未能獲得所需之150個提名票，最終放棄參選。及後，根據2012年3月27日星期二香港《蘋果日報》報道，周梁淑怡透露葉劉淑儀向自由黨拉票時曾說過：「梁振英會害人，我（指葉劉淑儀）唔（不）會害人。」周梁淑怡及葉劉淑儀二人更因此在商業電台節目〈左右大局〉上當面對質，但葉劉淑儀始終否認說過此話。

### 高調支持香港警察
2014年10月12日，葉劉淑儀在商業電台節目中為在雨傘革命中，警方向冲击警戒线的示威者放催淚彈護航，批評香港人不應雙重標準，「對越南船民放又得，（對）韓農放又得，對我哋（佔領者）唔放得」，形容警察在事件上成為磨心「好慘」。早前批評學生不是省油燈的葉劉淑儀，昨日在一個電台節目談及警方處理示威已經是「好忍讓」。她說港人不應雙重標準，警方可以向示威韓農放催淚彈，卻不可以對本地示威者放：「特別係我啲中產仔女，身嬌肉貴，條毛都唔掂得。」她續指警察好慘：「郁一郁俾人話非禮，驅散非法者又話武力、暴力，佢哋真係好慘。」她重申若在西方國家，警方可能已出動警棍追打示威者驅趕。對於佔領運動，她更指由純情的年輕人打頭陣屬厲害的手段，相信有龐大力量在背後支持，指政府應與學界及佔中對話解決事件。她強調，若以群眾力量將梁振英推翻，猶如搞革命，後患無窮。她在佔領行動時的言論，被認為是爭取中央支持參選2017年行政長官，同時爭取鞏固警隊及公務員對她的支持，擴大新民黨的基礎。

### 第二度參選行政長官
2016年12月15日，葉劉淑儀宣佈參選2017年香港特別行政區行政長官選舉。2017年3月1日，葉劉淑儀宣布因不夠提名票，宣布退選。

## 個人生活
葉劉淑儀在1981年12月10日嫁給正興建築創辦人葉正平之子葉文浩。當時有關婚事遭到葉文浩的數個妹妹大力反對，葉正平更向法庭申請禁制令禁止二人以父名發帖，於是二人改以個人名義發帖，在婚禮當日葉家眾人均缺席。葉文浩任職工程師，在家中排行第三，有一兄一姊及四個妹妹，另外幼妹葉文慶曾任立法局委任議員。葉劉淑儀婚後與丈夫曾居於飛鵝山，並育有一女，名葉榮欣（1989年－）。1983年，葉正平逝世，由於所遺下的3,000多萬家產只分予其三名女兒，葉文浩於是入稟興訟，引發爭產風波。在訴訟期間，葉劉淑儀一直全力支持丈夫，惟葉文浩卻在1996年8月診斷患上肝癌併發症，最後在1997年11月底病逝，葉劉淑儀自此獨力支撐家庭。

## 評價與影響

### 正面評價
支持葉劉淑儀的人士認為，她出任入境事務處處長和保安局局長時在處理無證兒童問題、向各國爭取特區護照免簽證、解決困繞香港多年的越南船民問題、制定中港兩地有關被扣押港人之通報機制、《公安條例》爭議、居港權問題、入境事務大樓縱火案和包圍其座駕這多件事中處事果斷、作風硬朗和建樹良多，是當時以董建華為首的弱勢政府之中一位不可多得的「香港鐵娘子」。至於在23條立法一事上，她盡忠職守，即使在辭職前夕仍然向各界推銷23條，堅持站在最前線，坦誠直率，勇氣可嘉。
葉劉淑儀的強悍和硬朗的作風與正直和不服輸的個性，為她贏得建制派、紀律部隊、部份前高官和很多不同界別人士和部分市民的認同。而葉劉淑儀能夠在2007年港島區補選獲超過13萬張選票和超過40%的得票率，成功一洗23條的負面形象，為她的政治生涯打下更穩健的基礎。
2013年初，葉劉淑儀提出以限制奶粉出入口的方式，打擊當時橫行無忌的中港走私水貨客，建議獲得政府高度重視，促成政府在2013年1月尾宣佈以《出入口條例》，限制幼兒配方奶粉出口。事件亦令葉劉淑儀被本地母親及傳媒封為「香港第一奶媽」。亦令在同期的民調中，葉劉淑儀在一眾行政會議成員的評分當中位列榜首。

### 負面評價

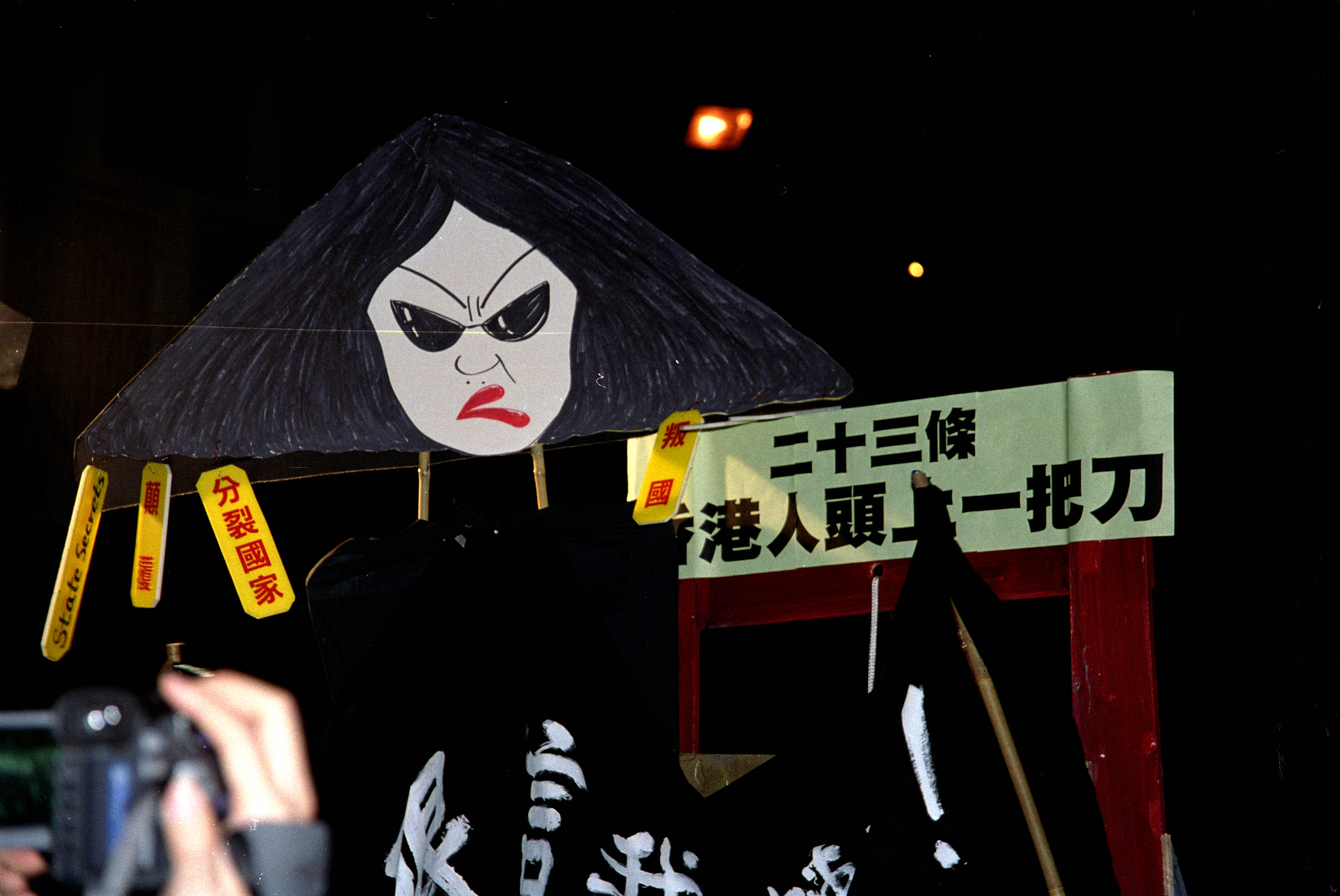
示威者展示以葉劉淑儀的「掃把頭」外型製成的道具

反對葉劉淑儀的人認為，她在推動23條和居港權等極具爭議的政策時，態度輕佻傲慢、詞鋒尖刻，與市民針鋒相對，而且有誤導大眾之嫌。而對於葉劉淑儀時常在言談上逞一時之快，學者蔡子強批評這是「IQ爆棚，EQ零蛋」，容易引起公憤。此外，葉劉淑儀任保安局局長時的「女殺手」造型與及其獨特髮型，更被大眾冠以「孽瘤」和「掃把頭」一類的惡名。
當中，「掃把頭」一詞最早由曾健成在2001年所採用，隨即在社會廣泛流傳。2001年7月香港書展期間，更有諷刺性書籍《掃把頭》推出市場，並在短短數日內售出13,000本，遠高於另一同類著作《老懵董》在2000年書展售出4,000本的紀錄。隨著其民望在推銷23條時不斷下滑，該類書籍持續渴市。繼《掃把頭》出版以後，其他如《鬼笑話》和《我愛掃把頭》的諷刺性書籍相繼出版，繼續對特區政府與葉劉淑儀加以嘲諷。
葉劉淑儀本人曾對「掃把頭」一詞加以反擊，指「如果我連髮型都捍衛不到，又怎樣捍衛香港的治安」。此外，她又指《掃把頭》的出現，反映「香港淪為一流基建，但九流道德和禮貌的城市」。
不過，經歷過議會政治和選舉的洗禮，近年她最終連髮型都捍衛不到，漸漸走出「掃把頭」的負面形象，坊間對她的衣著、談吐亦有所改觀，樹立起親民而富威的形象，她甚至曾在傳媒面前大談穿衣及之道，洗脫過往強硬官僚形象。

## 言論及爭議事件

### 推動二十三條民望大跌
2003年，董建華政府進行基本法二十三條立法，由當時任保安局局長的葉劉淑儀主力推銷。政府稱草案目的為保障國家安全，但內容惹來極大爭議，港人擔心言論自由因此被剝削，同年七一遊行超過五十萬人上街抗議，特區政府基於民意反撲終止立法程序。
葉劉淑儀當時是主力推動二十三條立法的問責官員之一，她的言論和態度引起部份市民不滿，民望亦大幅下跌，成為其中一位不受歡迎的政府官員。同年，葉劉在草案撤回後辭任保安局局長一職。
多年後，葉劉表示二十三條是沉痛教訓，又承認最初沒有料到有這麼多大學生反對，「嗰陣時（到大學出席活動推銷二十三條時）係人數超額，估唔到大學生咁反對。」

### 希特拉民選論
2002年葉劉淑儀位至保安局局長，為了推動基本法二十三條立法，她積極出席大大小小的場合講解草案，然而她的言論惹起不少爭議。葉劉曾說過「希特拉也是靠民主選舉上台」，以說明民主選舉的潛在問題。此番言論引起不少爭論，其中有評論指出，葉劉的說法有誤，因為希特拉奪權及被委任為德國總理的手段，例如國會縱火案，並非公開、公平的選舉，亦談不上民主手段，相反他是獨裁專制的代表，更沒有任何權力制衝。多年後，葉劉淑儀仍為她當時的說法辯護，又聲稱自己因此受媒體和網絡醜化及攻擊。

### 會議上拒絕回應議員質詢
2003年6月24日，葉劉淑儀參加立法會會議，討論二十三條內容。公民黨議員余若薇質疑容許高級警務人員以緊急情況為由，不需法庭搜查令就可指示警員入屋搜查的建議。余強調，裁判官及法官人數遠比可發出搜查令的高級警員多，不認為裁判官發搜查令會比警方高層發出指示慢。她續指，警方指令不需寫明搜查範圍，認為這是警權過大。及後民主黨議員涂謹申發言時追問相關問題，與葉劉爭辯期間，葉劉突指「涂議員情緒太激動，又唔守規矩，又冇禮貌，我唔會再答佢問題」。
時任科技大學社會科學系助理教授馬嶽認為她倒過來把反對聲音說成情緒化、誇張和失實，又曾拒絕回應議員的提問，令她顯得未有盡責任。

### 回應記者受襲時指「叉頸」能制服滋事分子
2008年7月25日，多名香港記者在北京採訪北京奧運門票開售的混亂情況時，被公安推撞阻擾，其中一名記者更被公安「叉頸」跌倒在地上受傷。香港記者協會、香港攝影記者協會及香港新聞行政人員協會批評當局行為。
不過，葉劉淑儀被問及此事時，卻表示「叉頸」最能夠制服滋事分子，又不會造成永久傷害。她更指，武裝部隊有一種訓練能制服人而又不會造成嚴重傷害。
及後葉劉淑儀公開道歉，形容自己是一時不小心，「無意冒犯香港記者」，又聲稱自己一向支持新聞自由。

### 向廣播處長投訴記者
2013年12月初，葉劉淑儀不滿港台《星期六主場》主持麥嘉緯訪問她時的尖銳態度，認為對方未有給予足夠時間表達意見，因而向廣播處長鄧忍光投訴。及後葉劉更公開鄧的書面回覆。
麥嘉緯回應時表示，觀眾可自行評價葉劉淑儀的投訴，「究竟佢器量、處事手法，或者作風，同佢十年前唔答涂謹申問題時有冇改變，相信觀眾有一個評價」。麥又指，當日對方在節目完結後仍與他「有傾有講」，豈料她後來卻向上司投訴。
有傳媒翻看該集節目，亦發現葉劉淑儀至少兩次在鏡頭前讚麥「問得好」。

### 稱為反佔中遊行人士提供車馬費「無可厚非」
2003年6月，當時估計數以十萬計市民將於七月一日上街抗議特區政府施政，負責推動二十三條的保安局局長葉劉淑儀表示，參與遊行人數的多寡不會對政府構成壓力，又不排除有市民，被大量鼓勵參加遊行的宣傳影響。她續指，由於當日是公眾假期，「有人當係一種活動咁去參加，所以，唔好以為上街就係一定反對二十三條。」
2014年，「保普選反佔中」大聯盟組織遊行反對和平佔中以公民抗命爭取普選，不過有參與團體被傳媒指向遊行人士派發金錢。葉劉淑儀被問及此事時表示，向遊行人士派發「車馬費」是「無可厚非」。她解釋因為天氣炎熱，加上有些人可能居住得較遠，故要鼓勵市民參與並不容易。此番話與十一年前她對不同遊行人士的態度截然不同。

### 支持香港警方發射催淚彈
2014年下半年，香港爆發雨傘运动，數以十萬計市民者持續佔據多處道路反對全國人大常委會就政改設限。9月28日警方向示威者施放催淚彈，令示威者四散佔據更多地方。
葉劉淑儀在商業電台受訪時高調支持香港警方的決定，又反問「有沒有人真的受傷?沒有。只是不適而已」。她又指外國警察會使用警棍追打示威者，相比之下香港警方已算是十分忍讓,反指警方十分慘。不過，其實警方早在發射催淚彈前幾日已多次使用胡椒噴霧及警棍驅趕集會學生。而香港藥劑師工會亦曾指出，催淚彈可對人體造成長遠損害，包括致盲及燒傷皮膚。葉劉其後在立法會會議上再次表示支持使用催淚彈的決定，又再度反問「有沒有示威者受重傷呢？沒有。有沒有示威者受到永久傷害？沒有。」

### 指佔領人士利用電子通訊有精密部署
2014年10月30日立法會會議，建制派議員提出要用特權法調查佔領行動，葉劉淑儀在發言時稱，佔領人士大量使用電子程式及通訊軟件如twitter、google地圖、telegram，質疑背後有精密部署，又特別提到外國的顏色革命亦有使用這類軟件。葉劉淑儀指出，有台獨支持者參與佔領，因此要調查他們在事件當中的角色。一年後葉劉澄清，自己並沒有證據證明佔領行動受外國勢力介入，又與有關言論劃清界線，「唔係我話有證據，係特首（梁振英）話。我點可能有證據？」

### 質疑學生領袖「搏見報」，被曾鈺成批評不公道
2014年10月31日，佔領行動持續，學聯成員計劃到北京與黨和國家領導人會面，表達對全國人大常委會對政改設限的不滿。葉劉淑儀指國家領導人很忙，學生領袖應與香港中聯辦負責人會面，「除非你借亞太經合會議去博傳媒曝光、博見報、上《紐約時報》！」
民建聯議員曾鈺成其後指這種說法「不公道」，因為幾位學生領袖見報率已非常高。

### 聲稱有警察在佔領期間要吃剩飯，被警方反駁
佔領行動一直持續至同年12月，期間發生多宗警民衝突及警員懷疑濫用暴力事件。葉劉淑儀續為警員護航，讚揚他們「EQ高」，又表示傳媒只會播放警察打人片段。她聲稱收到警察電郵訴苦，並指有警員辛苦得要吃別人吃剩的飯盒。
不過，警方在回應傳媒查詢時指，一直有為警員提供充足膳食，膳食課會繼續確保行動期間警察的膳食質量。

### 就高鐵延誤質問局長　但又反對用特權法調查
早在2010年上半年，葉劉淑儀已多次表明支持造價超過六百六十億元的廣深港高鐵工程，又多次撰文支持興建高鐵。同年1月，立法會審議有關工程，包括葉劉淑儀在內的大部份建制派議員在大批反對者包圍立法會及各種爭議下，仍投票支持高鐵撥款，又表示高鐵造價不算太貴。由於泛民主派拉布失敗，議案獲得通過。
2014年4月15日，港鐵表示因同年一場雨，高鐵工程需比預期延遲九個月方能完成。及後在立法會會議上，葉劉淑儀追問時任運輸及房屋局局長張炳良為何不及早向政府更高層匯報延誤，更嚴詞質問張「人講你就信？咁大個仔！」。
不過，同年立法會至少兩次提出以特權法成立專責委員會調查相關程延誤事件，曾在會議嚴詞追問局長的葉劉均反對有關議案，又擔心特權法令港鐵需使用更多錢聘請律師解釋事件。兩個議案最終都被否決。
2014年10月28日，港鐵獨立調查委員會再次發表報告，專家估計高鐵很可能超支至超過七百億港元。及後立法會交通事務委員會主席田北辰更表示，據他了解，高鐵最終成本可能超過九百億。。翌年立法會內會再次討論以特權法調查相關問題，葉劉亦未有支持。她表示，高鐵是一項全長26公里的工程，成本理應多於1500億港元，並認為起初造價可能已被低估。曾在立法會質問局長有否錯信港鐵的她此時又指，全靠政府人員的努力，否則高鐵的延誤及超支或比現時更加嚴重。
至於有關一地兩檢可能違反基本法的爭議，葉劉淑儀在接受訪問時表示，可參照深港西部通道的處理，即讓內地授權港方人員在香港特定專區執法。不過，本身是大律師的前立法會議員吳靄儀表示，即使深圳灣西部通道事例證明在內地實施香港法律可行，「也不等於反過來在香港實施內地法律d可行」。吳續指，相關問題重大的爭議是《基本法》第十八條清楚寫明內地法律除列於《基本法》附件三者外，不在香港特別行政區實施，而深圳灣西部通道並非「先例」。

### 怕被台灣特工偷拍洗澡
2014年11月13日，葉劉淑儀聲稱多年來從未踏足台灣，因聽聞當地特工很厲害，擔心會被針孔攝錄機偷拍她洗澡。報導令一些讀者批評，作家高慧然更點名批評葉劉不尊重台灣政府。
台灣國安局在接受傳媒查詢時表示，台灣是講民主法治的地方，尊重每個人的權利，更表示當地其實沒有「特工」，「不知道為甚麼她會有這個想法或消息」。

### 在商場大罵記者及保安
2014年11月22日下午約5時半，《蘋果日報》記者在國際金融中心商場遇上葉劉淑儀與女兒在一間日本餐廳用膳，對方結帳後見到記者即面露不悅。當記者上前禮貌問她對佔中清場及有人衝擊立法會大樓的看法時，葉太即反問記者是哪間報館，得悉是《蘋果》後先後以粵語及英語說：「你唔好騷擾我，你知唔知咁做好冇禮貌，未得人同意咁樣影人（你不要騷擾我，你知否這樣做很沒禮貌，未取得同意這樣拍攝別人）」。記者其後只拍攝二人逛街，葉太仍不滿意，還逼女兒用手機反過來拍攝記者，一度勸說的女兒則被葉太大聲喝道：「你行開啦（你走開啦）！」臨上車前，葉劉淑儀還當街訓示商場保安員近一分鐘。

### 指大量菲傭為僱主提供性服務
2015年4月17日，葉劉淑儀於明報撰文，先指控外國媒體借Erwiana案把香港渲染成剝削外傭的城市，及後指出香港菲傭與僱主發生關係的個案甚多，更稱自己曾聽聞多宗菲籍傭工與男戶主發生曖昧關係的事件。在文末她更反問：「我認為外媒除報道本地僱主的不當行為外，是否亦應多加留意大量菲籍女傭在港淪為外籍男士的性資源的問題？」葉劉其後將這篇題為《跳樓慘案反映另類外傭問題》的文章上載至個人網站及社交網頁，更附上一句「大量菲傭為外國男士提供性服務？」。
這篇文章令不少社會人士嘩然。外傭權益關注組織表示強烈不滿，認為涉及種族歧視。香港亞洲家務工工會聯會組織幹事鄧建華批評葉劉「經常鼓吹社會對外傭的不滿，為選舉鋪路」，亦要求她收回言論及道歉。
立法會議員毛孟靜就事件去信平機會主席周一嶽，批評葉劉的文章是「赤裸裸的種族歧視」。毛解釋，對方僅單憑幾個人的說話，就反問是否有大量菲傭在香港提供性服務，這絕不能接受。毛又指，之前有人罵內地旅客，平機會表示要考慮規管，而現在面對赤裸裸的種族歧視，平機會亦應馬上處理。
由於言論引起爭議，葉劉在同日晚上發出聲明，辯稱文章「絕無半點歧視」、「旨在反映社會實況」，並刪除在個人網頁的文章。她又稱因為「配圖引起公眾對其文章內容的誤解」表示歉意，但拒絕道歉。
不過，不少人仍對她的言論大感不滿。同年4月23日，亞洲移居人士聯盟與數十名示威者在葉劉辦事處外抗議，批評對方的言論涉及種族和性別歧視，亦不尊重女性，令人憤怒。

### 未有投票支持政改
2015年6月18日，大批建制派議員於香港立法會《行政長官產生辦法決議案》表決前突然離場，導致政改被大比數否決。
葉劉淑儀為離場議員之一，她事後接受電台訪問期間情緒激動，痛哭流涕，並且表示對於未能及時投票感到非常遺憾。網民對她落淚一事不以為然，改編了鄭秀文歌曲《如何掉眼淚》，二次創作了《虔婆掉眼淚》來嘲笑她。
有網民其後找回葉劉淑儀兩年多前受訪的片段。當時政務司司長林鄭月娥接受訪問，期間落淚，曾任問責官員的葉劉其後不點名指官員落淚是為「鞏固民望」、搏取市民同情。
在表決前，葉劉發言指中央有誠意和決心推行普選，而一人一票是真正的普選，所以議員需投下理性一票。不過她本人其後卻未有投下「理性一票」。
葉劉淑儀在2017政改表決前離場，未有投票支持由特區政府提出的動議。葉劉被問及身為行政會議成員但未有投票支持政府的方案時，表明她不會辭職。她解釋，行政長官梁振英沒有怪責她，她不需辭任行會成員一職。
至於另一未有投票的行會成員兼立法會議員林健鋒是否需要辭職，葉劉則指要由他自己決定。

### 選內會主席前先聽政府意見
2015年9月13日，立法會即將展開新一年度的會期，其中自由黨張宇人有意競逐內會主席。身兼行會成員的葉劉淑儀指，內會跟政務司司長經常合作，因此要聽取政府的意見，才決定是否支持張。
民主黨主席劉慧卿對此大感不滿。她批評葉劉的說法混帳，不能接受，否則立法會將淪為政府的傀儡，而沒法監察政府，更反問：「咁不如叫政府自己坐喺度做議員好過啦，使乜你去做呢？」
同屬建制派的張宇人亦指有關事件是立法會事務，故不問政府意見。而民建聯葉國謙則稱，一向都是由議員自行討論誰出選，不過問政府。

### 被質疑未熟讀基本法
2014年12月，全國人大常委會法工委副主任張榮順指，香港要進行「再啟蒙」，讓港人更了解《香港基本法》。葉劉淑儀補充，張的說法是指香港人對《基本法》的認識未夠深入和全面，又建議政府就此加強對公眾和年輕人的推廣工作。
翌年十月，學民思潮召集人黃之鋒申請司法覆核，挑戰《選舉條例》中年滿二十一歲才可參選立法會的規定。有報章報導，葉劉淑儀回應有關事件時，指該司法覆核的成功機會低，「因為基本法已明確立法會議員的參選年齡是21歲」。
然而，同日黃之鋒在社交網頁上反駁指，對於參選年齡，「《基本法》從來無講明」，更反問葉劉淑儀是否未有熟讀基本法。事後亦有傳媒指出，「基本法第六十七條，條文只規定立法會由在外國無居留權的香港特別行政區永久性居民中的中國公民組成，但非中國籍的香港特別行政區永久性居民，和在外國有居留權的香港特別行政區永久性居民，也可以當選為立法會議員，其所佔比例不得超過立法會全體議員的20%。文件並無列明議員年齡限制」。

### 反對以特權法調查鉛水事件
2015年7月15日，民主黨公佈化驗結果，指九龍灣啟晴邨四個食水樣本含鉛量超出世衛標準。其後多個公共屋邨、私人屋苑及教育機構被揭發食水含重金屬量超標，當中部份更嚴重超標。
同月17日，葉劉淑儀及新民黨多名成員會見運輸及房屋局副局長邱誠武，促請嚴正處理鉛水事件，又提出多項訴求，包括擴大驗血範圍、加強定期於全港輸水幹管和客戶水龍頭抽樣化驗。
不過，10月新民主同盟范國威動議運用特權法調查事件時，葉劉卻未有支持。葉劉對此表示，政府正就事件作出調查，立法會引用權力及特權法調查無意義，故此反對特權法。又曾稱「成日掛住邊個要問責，邊個要人頭落地」的問責風氣影響公務員士氣。而政務司司長林鄭月娥就該議案發言時聲稱自己「官到無求膽自大」，又批評有議員提出的「全邨驗水」、「全邨驗血」要求過份。議案最終亦被否決。
其後葉劉淑儀公開批評揭發事件的民主黨為了在選舉中爭取選票，將鉛水問題「政治化」。民主黨單仲偕回應時指，自己不明白為何替居民解決食水含鉛量超標的問題是「政治化」。隨後民主黨亦在社交網頁批評葉劉淑儀在立法會反對運用特權法調查鉛水事件，令他們無法追究事件的相關責任，更反問「建制陣營除左幫政府護短仲做過啲乜？」
不久後，葉劉淑儀為新民黨康山區區議會候選人江玉歡拉票時，遇上當區居民質問有關事宜。葉劉淑儀指責該名市民歪曲了她，稱自己只是反對立法會引用特權法調查，因為立法會只剩下一年任期，「爛尾，查唔到」。及後又解釋，政府正進行調查，立法會再調查會阻礙政府的工作。然而，有傳媒指出，2014年佔領運動期間，葉劉支持引用特權法調查事件，當時並未有因「會阻住政府查」而反對有關議案。

### 批林鄭向行乞婦派錢是「屎橋」（餿主意）
葉劉淑儀以當時特首候選人林鄭月娥派錢予內地來港行乞婦事件為例，指對方背後的團隊沒有競選經驗。事源林鄭月娥在年三十晚到沙田與市民交流時，遇上一名操普通話的行乞老婦，林鄭主動上前握手慰問，並給了對方500元。葉劉淑儀就直言：「譬如她給乞丐500元，看到她從口袋拿出來，走過去給她（指行乞婦），即是可能有人教導她，你要親民幫乞丐。可能有人教她，這是一條『屎橋』（粵語，意即「餿主意」），這個人很沒有經驗。」

### 聲稱遭李兆富恐嚇，及後被控誹謗
2017年12月6日，葉劉淑儀指控李兆富透過第三者「出言恐嚇」自己。她稱對方因自己經常在立法會及專欄批評領展，而透過新民黨政策總裁袁彌昌表示「叫葉劉好收手，再不收手就會『郁佢啲區議員』」。她聲稱手上有錄音證據，但隨後又指只是自己與袁彌昌的對話，目前不會公開，又稱不想麻煩警察，因此不會報警。其後李兆富強調自己沒有出言恐嚇，認為事件是袁彌昌與葉太在溝通上有誤會。他承認過去曾替收錢領展做公共政策研究，但從來不會當說客，又指現在和未來都不會與領展有任何關係，包括商業合作。
2017年12月7日，袁彌昌接受商業電台電話訪問時表示，對話當天李兆富並無用「郁、搞、收手」的字眼，又認為李兆富無惡意，大家沒有「hard feelings」。同時接受商台訪問的李兆富當日澄清，對話當天只是提出可作新民黨與領展高層之間的橋樑，協助雙方在地區事務上溝通，希望約袁彌昌飯局了解新民黨的立場。外界猜測，葉劉淑儀今次高調處理事件，與2018年3月香港立法會補選有關，為其「愛將」陳家珮在港島區出選鋪路。葉劉淑儀接受傳媒查詢時強調今次事件與選舉無關。
2017年12月11日，李兆富入稟高等法院控告葉劉淑儀誹謗。

### 離場抗議區諾軒宣誓就任新議員
2018年3月21日，在香港立法會補選中當選的4名新任議員在立法會大會宣誓就職，當區諾軒宣誓時，在座的葉劉淑儀和容海恩突然站起身及高叫「燒《基本法》可恥」，然後離席。最後，4人並沒受影響並準確和嚴肅完成宣誓。
葉劉淑儀在事後會見傳媒解釋，離場是不見證區諾軒宣誓，她稱因為對方曾經焚燒《香港基本法》，更一度不承認，但後來又在選舉論壇承認，質疑對方無誠信及說謊，及「為了議席而聲稱擁護《基本法》」，她並強調焚燒《基本法》道具與燒《基本法》沒有分別。區諾軒回覆說宣誓後心情複雜，「相信未來的路不易走，民主派會為香港人『打場好波』」，不過他沒有評論葉劉淑儀在他宣誓時的抗議行為，指誠信自有公論。

### 認為古墓證明香港自古屬於中國，與網民辯論
2018年，港獨議題繼續是社會熱話，葉劉淑儀在facebook上反駁網民留言指「香港從不屬於中共國」，她回覆稱「香港自古以來已是中國不可分離的一部分，李鄭屋古墓證明自古已有中國官員治港」。

### 不滿醫護罷工要求封關，和醫護界罵戰
於2019冠狀病毒病香港疫情初期，公立醫院醫護人員為了促請政府封關以避免疫情在香港散播，發起罷工。但由於政府拒絕，結果第一波疫情殺入本港。及後，身兼行政會議成員的葉劉淑儀，在立法會財委會特別會議揚言醫管局應拒絕參與罷工的醫生獲取專科資格。有關言論被醫學界陳沛然議員抨擊。陳表示，不論是次肺炎疫情，還是2003年的沙士疫情，前線醫護都以性命為香港人抗役，部份於隔離病房工作的醫護甚至不敢回家，呼籲葉劉淑儀顧及現時疫情，「抽水唔係呢個時間抽，小心抽着火水」。香港公共醫療醫生協會會長馬仲儀則批評，葉劉淑儀作為行政會議和立法會雙料議員，既沒有做好議員的工作，不去追問局方近日接連發生的錯誤，反而花時間去要求醫管局清算罷工醫護。她多次揚言有病人因罷工而未能接受到適當的治療，但在較早前的記者會上已有記者指出相關事件並非發生在罷工舉行之時，不符事實。

### 成為美國候補制裁人選
美國以制裁香港違反人權官員為目的的《香港人權與民主法案》在2019年11月通過後，美國共和黨海外事務組織副主席俞懷松在2019年12月列出了首批將會被制裁的「香港六人幫」名單，包括林鄭月娥、李家超、盧偉聰、鄧炳強、鄭若驊和葉劉淑儀。除此以外，俞懷松再指出何君堯亦是一個將會被制裁的人選。被點名的前五人已在2020年8月被列入《特別指定國民和被封鎖人員》制裁，僅剩餘葉劉淑儀一人。

### 指出香港有三權分立是欺騙市民
2020年5月7日，立法會大會正在開會審議泛民主派提出的52項修正案，如削減官員薪酬及警隊開支等。葉劉在發言時，揚言反對有關修正案，更指香港從來沒有「三權分立」，揚言有關論述只是泛民陣營製造出來欺騙市民的謊話。她續指，回歸前的立法局主席由香港總督兼任，並主要由官守議員及政府委任的非官守議員組成，立法局並無獨立權力，由行政機關「牢牢控制」。她又稱，中央與英國就香港前途問題進行談判時被「過咗兩棟」，誤以為接收的香港是行政主導。 之後，葉劉又強調很多教科書指香港「三權分立」非常不解，「不學無術之徒教錯細路」。之後她亦聲稱英國亦從未有「三權分立」，透過民選議員組織政府成為內閣，督促泛民不要再向市民散播錯誤的訊息。其後，她亦直指議會陣線的朱凱迪經常批評中國共產黨，目的只是挑動中港矛盾及為自己增加選票。最後，她更以深圳市政府在香港最需要口罩時，於2月透過香港中聯辦，日捐10萬個口罩，形容港人要對有關行為對中共感恩。

### 在德媒節目中為政府辯護引起爭議
2020年6月12日，正值反對逃犯條例修訂草案運動爆發一周年，葉劉接受德國之聲節目《衝突地帶》的訪問，為北京政府為香港推行《港區國安法》的討論作解說。期間，她不斷被主持Tim Sebastian就如何保證中共不會就國安法進一步打壓港人的各種自由等問題方面進行質詢時，葉劉亦只能不斷重複強調北京尊重中國普通法體系，國際人權組織所批評中國剝削人權的情況不會在香港出現等理由不斷迴避。接著，當葉劉重複了數次 “in the basic law”、“in the basic law”、“in the basic law”，再說了一兩句關於 2047 的官腔式回應後，一度停頓，甚至連主持Tim Sebastian都以為她發言完畢及再追問其時，她卻突然來一個「先發言，再發難」，先行以“let me finish! You are interviewing me, let me finish!” 作大聲呼叫。隨後的回應中，葉劉亦刻意多次與美國比較，例如拿出「世界正義工程」數據，表示香港排名更高於美國，暗示美國沒有資格「評論」香港事務，但對於中國排名只是第88位，遠比港美落後的事實就隻字不提。
之後，當葉劉被問到國安法將如何具體實施，她又馬上辯稱未有細節，卻保證「祖國（motherland）對香港只有善意」。而當主持追問她如何看待中國政府在新疆設再教育營對付維吾爾族人時，她隨即變得更加激動，顯得怒火中燒，以手指連續篤向檯面，繼而再以手指指「訓斥」Tim Sebastian，身體語言像極是上司教訓下屬。
有趣的是，Tim在葉劉淑儀比較香港、美國兩地警察執法時打斷她，希望她不要扯到美國。而在提到香港時，又開始不斷抹黑內地。對此，葉劉淑儀直接怒斥，「請你不要混淆視聽，那跟『一國兩制』完全無關，我請你回來談香港的情況，談『一國兩制』究竟是如何運作的。不要讓你的偏見影響你對香港的報道，這對香港人完全不公平。」
另外，訪問雖然和抗爭陣營領袖黃之鋒無關，但葉劉淑儀無故提到黃，指不能把黃之鋒的說話當成理所當然作結。有部分評論認為，其總體表現亦令人汗顏，令人感到她這種曾受高等教育的執政集團擁護者，其言論水準卻沒有對應出應有的水平，甚至是令香港蒙羞於國際。
事件發生後，葉劉淑儀在其社交媒體發文談及采訪感受。葉劉淑儀表示，對談中，主持多次胡亂批評「香港有警暴」，態度也充滿敵意及偏見，完全缺乏專業時事節目主持應有的水平。「面對這位毫不尊重被訪者的主持，我選擇據理力爭，在訪問中多次堅持談論訪問的主旨，最後他也無奈回到主題。我與他辯論一番後，最後差不多以對罵結束這次訪談。」。

### 建議禁止港人擁有雙重國籍
由於2020年英國宣布對英國國民（海外）護照持有人放寬在英的居留條件，這引發了部分人士的不滿，因此，在2021年1月10日，葉劉淑儀在報章中撰文，指中央政府正考慮採取反制措施。她認為內地或會終止出於歷史原因對港人的特殊待遇，並嚴格執行《中華人民共和國國籍法》第9條，即禁止港人擁有雙重國籍。她認為，禁止港人擁有雙重國籍的做法毋須修改香港法例，其中一個可行方法或是就《中國國籍法》釋法。

### 反驳前中华民国国防部长蔡明宪言论
2021年3月24日，前中华民国国防部部长蔡明宪在以视频形式参加于阿联酋迪拜举办的“WION TV 全球高峰会”时，发言时称呼台湾是一个国家，在谈及2019冠状病毒病时更使用“武汉病毒”称谓。与会的叶刘淑仪反驳了蔡明宪的发言，在蔡明宪称呼“武汉病毒”打断时，叶刘淑仪称“我不认为你应该这样称呼这个病毒”，要求蔡明宪及其他与会者不要再使用“武汉肺炎”一词，并表明立场，如果蔡明宪再次使用这样的词汇，她就会离开这场论坛。之后蔡明宪称呼台湾是一个国家时，叶刘淑仪二度打断蔡明宪的发言，强调“台湾并非国家，而是中国的一个叛乱省”之后，起身愤而离席。3月26日，中国大陆国务院台湾事务办公室发言人朱凤莲应询指出，叶刘淑仪表达了正义之声。

### 称香港民主已经失败
2024年7月22日《泰晤士报》采访中，叶刘淑仪直言香港民主实验已失败，代议制民主时代已经结束。由于“民众只会为了个人利益而投票”，她指出“一味遵循民意是危险的”；香港必须由中共支持者来管治，不应由民意决定。关于民主派，她认为反对党已难有重回政坛的机会。

## 榮譽

### 頭銜
- 劉淑儀小姐（Lau Suk-yee，1950年－1960年代）
- 劉淑儀小姐（Regina Lau Suk-yee，1960年代－1978年）[176]
- 劉淑儀小姐，JP（Regina Lau Suk-yee, JP，1978年－1981年）
- 葉劉淑儀女士，JP（Regina Ip Lau Suk-yee, JP，1981年－2002年7月1日）[177]
- 葉劉淑儀女士，GBS，JP （Regina Ip Lau Suk-yee, GBS, JP，2002年7月1日－2003年7月25日）
- 葉劉淑儀女士，GBS （Regina Ip Lau Suk-yee, GBS，2003年7月25日－2007年7月1日）
- 葉劉淑儀女士，GBS，JP （Regina Ip Lau Suk-yee, GBS, JP，2007年7月1日－2008年9月30日）
- 葉劉淑儀議員，GBS，JP （The Honourable Regina Ip Lau Suk-yee, GBS, JP，2008年10月1日－2021年6月30日）
- 葉劉淑儀議員，大紫荊勳賢，GBS，JP （The Honourable Regina Ip Lau Suk-yee, GBM，GBS, JP，2021年7月1日－）

### 殊勳
- 金紫荊星章（2002年7月1日）[178]
- 非官守太平紳士（2007年7月1日，在政府供職時曾為官守太平紳士）
- 大紫荊勳章（2021年7月1日）

## 其他
- 她曾為政府即時傳譯員協會以及崇德社的會員。
- 她曾長年光顧坪石邨某理髮店，其被指為「掃把頭」的髮型在那裡所剪[20]。
- 她曾在面書上撰寫電影《寒戰》影評，以前保安局局長角度指出電影中的錯處。
- 她曾客串電影《失戀急讓》，片中「降級」飾演中西區區議員葉劉淑之。
- 她曾出版回憶錄《四個葬禮及一個婚禮》(書名改寫自一部1994年英國電影)，以文字記錄喪夫、喪父、喪母、喪弟的四個葬禮，以及她與亡夫葉文浩的婚姻。

### 被麒麟猛撞
2015年2月20日大年初二，葉劉淑儀陪同新界鄉議局主席劉皇發、副主席林偉強與張學明及大批鄉紳等人到沙田車公廟參拜並順道為香港求籤，期間葉劉在踏入廟前，被正在廟內由工作人員負責舞動的麒麟猛力撞開，葉劉淑儀全身向右傾側跌入人群中，及時被旁邊一男一女即時扶起，她未有跌倒地上或受傷，之後她裝作若無其事般繼續步入廟內和進行相關的儀式。事後也有網民在YouTube發表該段影片的二次創作版本，當中片段配以香港著名農曆新年歌曲〈歡樂年年〉的音樂，夾雜粵語粗言穢語歌詞，宣泄惡搞一番，同時表達對葉劉淑儀的不滿。

### 港大美女
葉劉淑儀近年活躍於社交平台，不時於其個人Instagram上載照片。當中部分相片中的葉劉淑儀在衣著和動作等方面相當誘人，加上葉劉淑儀過往部分言論疑似含有性暗示，因而引起網民討論，並開始在討論區（主要是連登討論區）以「港大美女」（因葉劉淑儀曾就讀香港大學）為題出帖（實際上多為葉劉淑儀的圖片）。此現象已成為一網絡文化，亦令「港大美女」成為葉劉淑儀的別稱之一。

## 外部連結
- 葉劉淑儀辦公室
- 葉劉做「奶媽」 威震行會，東方日報，2013年2月6日 （页面存档备份，存于）
- 葉劉淑儀facebook專頁 （页面存档备份，存于）
- 葉劉淑儀Instagram專頁
- 新民黨youtube channel （页面存档备份，存于）
- 葉劉淑儀@灼見名家 （页面存档备份，存于）

| 政府职务        | 政府职务                                   | 政府职务        |
| --------------- | ------------------------------------------ | --------------- |
| 前任者： 梁銘彥 | 入境事務處處長 1996年－1998年              | 繼任者： 李少光 |
| 官衔            |                                            |                 |
| 前任： 陳智思   | 行政會議召集人 2022年7月1日— 2027年6月30日 | 現任            |
| 前任者： 黎慶寧 | 保安局局長 1998年－2003年                  | 繼任者： 李少光 |
| 政党职务        |                                            |                 |
| 新頭銜          | 新民黨主席 2011年－                        | 現任            |